# Santa María megye (Catamarca)
Santa María egy megye Argentínában, Catamarca tartományban. A megye székhelye Santa María del Yocavil.

## Települések
A megye a következő nagyobb településekből (Localidades) áll:
- Andalhualá
- Casa de Piedra
- Caspichango
- Chañar Punco
- El Cajón
- El Cerrito
- El Desmonte
- El Puesto
- Famatanca
- Fuerte Quemado
- La Hoyada
- La Loma
- La Puntilla
- Lampacito
- Las Mojarras
- Loro Huasi
- Medanitos
- Palo Seco
- Punta de Balasto
- San José
- San José Banda
- San José Norte
- San José Villa
- Santa María
- Yapes

Kisebb települései (Parajes):
| - Agua Amarilla - Alto Verde - Ampajango - Ampajango Banda - Casa de Abajo - Casa El Medio - Cerro Colorado - Chinocan - El Bajo - El Mishito - El Peñón | - El Ricón - El Sunchal - El Tesoro de Abajo - Encrucijada - Entre Ríos - Guay Cóndor - Hurito Huasi - La Ciénaga - La Maravilla - La Patilla - La Quebrada | - Lagunita - Las Juntas - Pajanguillo - Paloma Yaco - Pecanitas - Pichanal - Piedra Pintada - Puesto Grande - Quebrada de Juy juyl - Talcutan - Totorilla |